# Pankow (dzielnica)
Pankow, Berlin-Pankow – dzielnica (Ortsteil) Berlina w okręgu administracyjnym Pankow. Od 1 października 1920 w granicach miasta.
W dzielnicy znajduje się ratusz Pankow, stacja kolejowa oraz stacja metra Berlin-Pankow, oraz stacja metra linii U2 Vinetastraße.
W początkowym okresie NRD w dzielnicy przy Majakowskiring znajdowało się osiedle rezydencji władz tego kraju. Stąd w tym czasie powstało określenie – „Rząd z Pankow”, co było też jego synonimem.